# Fabrizio Saccomanni
Fabrizio Saccomanni   (Roma, 22 de novembre de 1942 - San Teodoro, 8 d'agost de 2019) fou un economista italià, funcionari públic i anterior governador del Banc d'Itàlia. Va ser també Ministre italià d'economia i finances entre abril de 2013 i febrer del 2014.